# ناو کلاس تنسی
کروزر کلاس تنس (به انگلیسی: Tennessee-class cruiser) یک کلاس از کشتی است که طول آن ۵۰۴ فوت ۶ اینچ (۱۵۳٫۸ متر) می‌باشد.